# David Mansfeld (Mediziner)

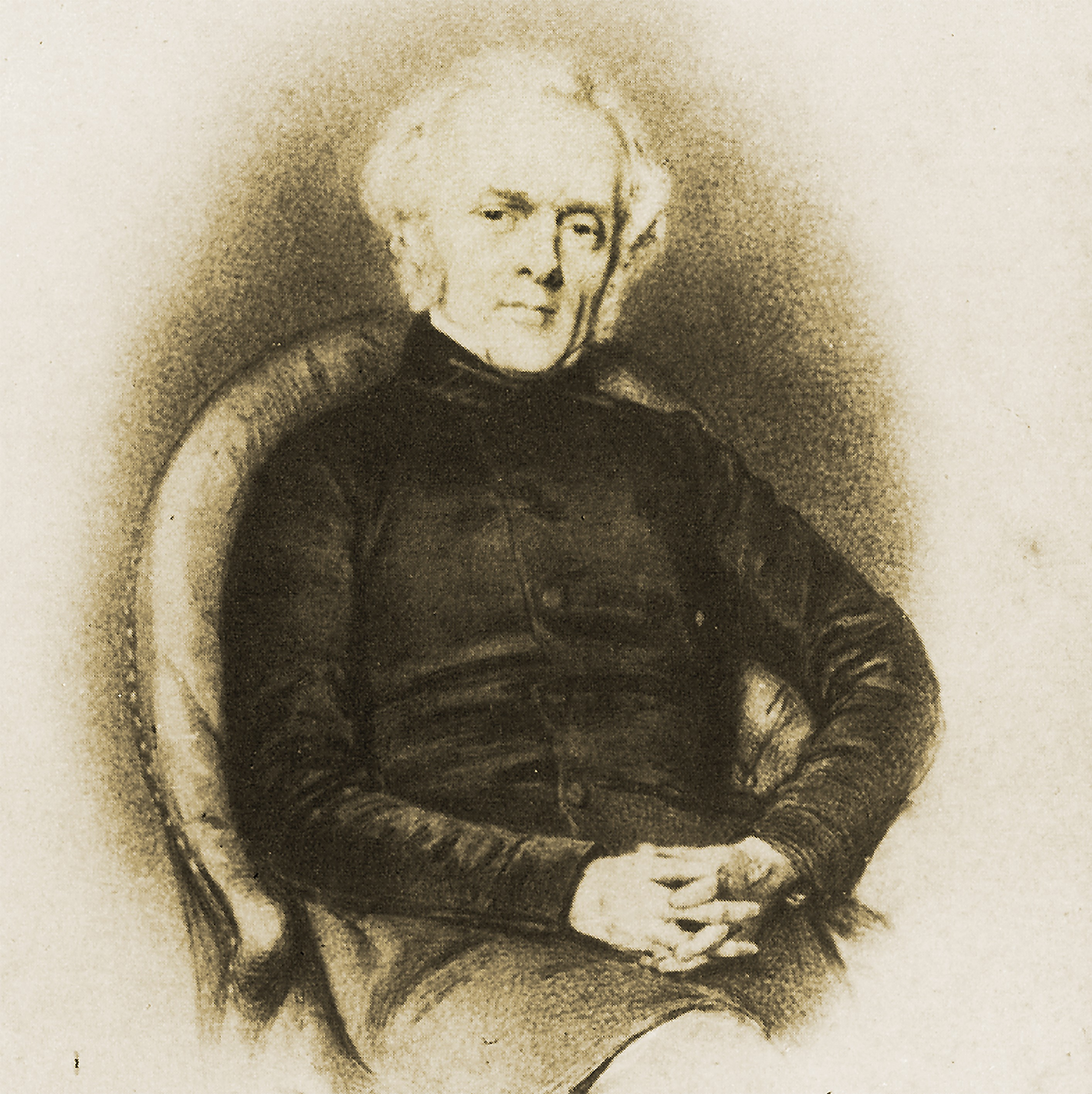
Dr. David Mansfeld, um 1855

David Mansfeld (* 2. Mai 1796 in Braunschweig; † 10. September 1863 ebenda; vollständiger Name: David Magnus Mansfeld) war ein deutscher Arzt und braunschweigischer Medizinalbeamter.

## Leben und Wirken
David Mansfeld, Sohn des Wechselhändlers Magnus Moses Mansfeld († 1830) und dessen Ehefrau Sarrah Fries († 1830), erlernte zunächst in Wolfenbüttel die Apothekerkunst, studierte dann ab dem 17. Oktober 1817 in Göttingen Medizin und erreichte 1820 die Doktorwürde. Nach erfolgreich bestandener Prüfung vor dem Braunschweiger Obersanitätskollegium ließ er sich im gleichen Jahr in Braunschweig als praktischer Arzt und Accoucheur nieder. Wissenschaftlich vielseitig interessiert, wirkte er hier seit 1828 als nicht honorierter Privatdozent am Anatomisch-Chirurgischen Institut.
Mansfeld war mit geldlicher Zuwendung einiger angesehener Braunschweiger Bürger an der Gründung vieler gemeinnütziger Stiftungen beteiligt; so
- 1824 an der Speiseanstalt für arme Genesende und Wöchnerinnen. Die Bedürftigen erhielten „Freitische“.
- 1826 am Taubstummeninstitut.
- 1833 an der Pflegeanstalt für dürftige Kinder, seit 1876 Kleinkinderbewahranstalt genannt. Noch nicht schulpflichtige Kinder, deren beide Elternteile notgedrungen ganztägig arbeiten mussten, wurden hier aufgenommen. Es war einer der ersten Kindergärten in Deutschland.[4][5] In sozialer Verantwortung und aus humanitärer Tradition entwickelte sich daraus unter einer neuen Aufgabenstellung die heutige Mansfeld-Löbbecke-Stiftung von 1833.

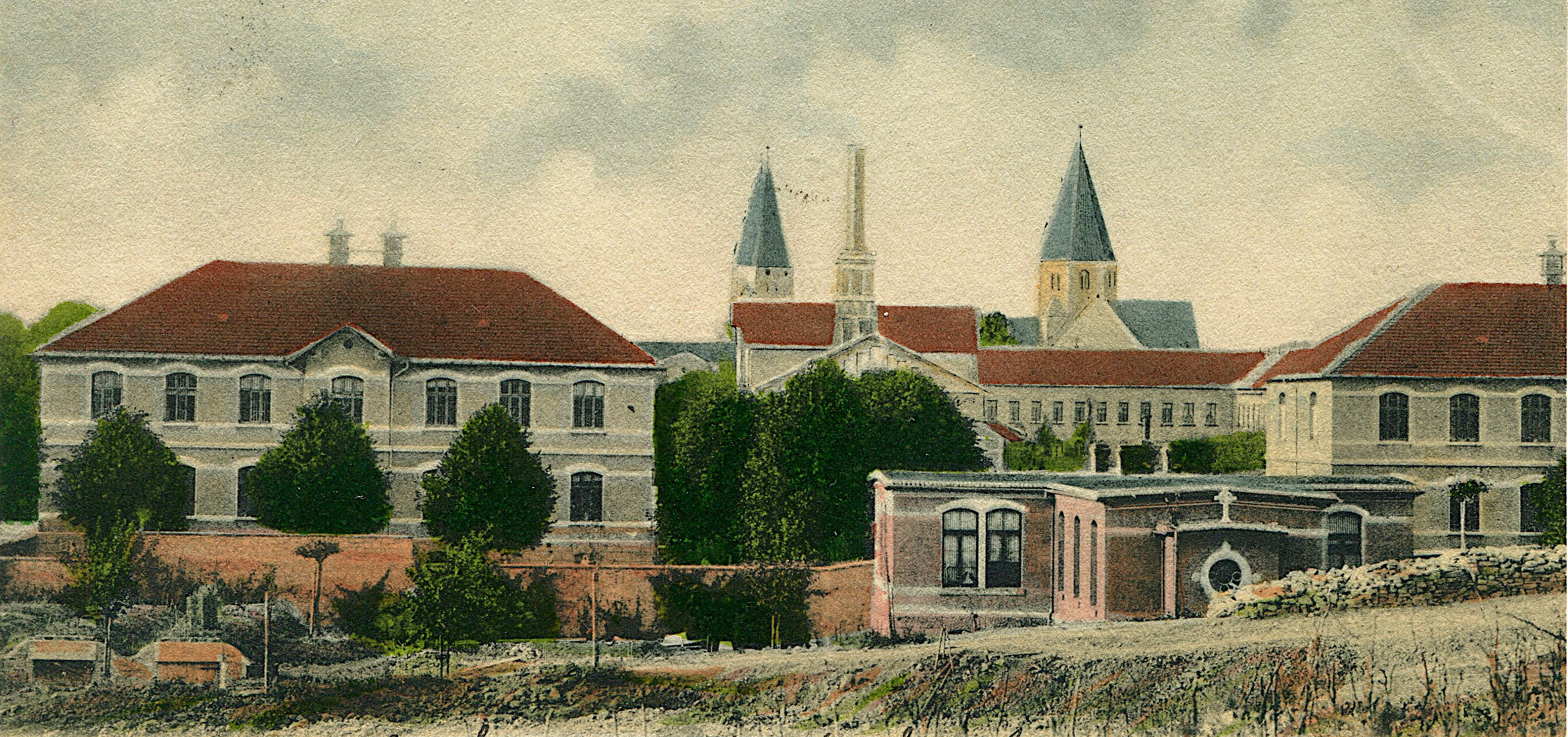
Heil- und Pflegeanstalt Königslutter (etwa 1890), Blickrichtung von Süden

Später verlegte sich sein Interesse mehr auf die Psychiatrie. Seit 1840 war er an dem zur Irrenanstalt ausgebauten Alexius-Pflegehaus als 2. Arzt, seit 1856 als Leitender Arzt tätig und lernte dort die trostlosen Zustände kennen. Seit 1848, inzwischen selbst Mitglied des Obersanitätskollegiums, setzte er sich für einen Neubau einer Heil- und Pflegeanstalt (heute: AWO Psychiatriezentrum) außerhalb der Stadt ein. Die Wahl des Standorts fiel auf das Gelände des ehemaligen Benediktinerklosters in Königslutter. Die Bezugsfertigkeit der Gebäude erlebte er selbst nicht mehr.
Mansfeld beteiligte sich an mehreren medizinischen Zeitschriften und schrieb Abhandlungen zu geburtshilflichen, psychiatrischen, epidemiologischen und gerichtlich-medizinischen Fragestellungen.
Bei der Versammlung der Gesellschaft Deutscher Naturforscher und Ärzte in Braunschweig im Jahr 1841 wurde er zum zweiten Vorsitzenden gewählt.

### Sonstiges
- Mansfeld war Mitglied der Braunschweiger Freimaurerloge Carl zur gekrönten Säule.
- 1836 konvertierte er vom jüdischen Glauben zur evangelischen Konfession.[9]
- Nach ihm ist der David-Mansfeld-Weg in Braunschweig-Kanzlerfeld benannt.

## Schriften (Auswahl)
- Über das Wesen der Leukopathie oder des Albinoismus, nebst Beschreibung eines in Braunschweig lebenden Albinos.[10]
- Über das Alter des Bauch- und Gebärmutter-Schnitts an Lebenden: ein Beitrag zur Geschichte der Geburtshülfe.[11]
- Das Taubstummen-Institut zu Braunschweig von seiner Errichtung bis zum Ende des Jahres 1829.[12]